# Edward William O’Rourke
Edward William O’Rourke (* 31. Oktober 1917 in Downs, Illinois; † 29. September 1999) war ein US-amerikanischer Geistlicher und römisch-katholischer Bischof von Peoria.

## Leben
Edward William O’Rourke empfing am 28. Mai 1944 das Sakrament der Priesterweihe.
Am 24. Mai 1971 ernannte ihn Papst Paul VI. zum Bischof von Peoria. Der Erzbischof von Chicago, John Kardinal Cody, spendete ihm am 15. Juli desselben Jahres die Bischofsweihe; Mitkonsekratoren waren der emeritierte Bischof von Peoria, John Baptist Franz, und der Bischof von Saint Cloud, George Henry Speltz.
Am 22. Januar 1990 nahm Papst Johannes Paul II. das von Edward William O’Rourke aus Altersgründen vorgebrachte Rücktrittsgesuch an.